# Classica di San Sebastián 1981
La Classica di San Sebastián 1981, prima edizione della corsa, si svolse l'11 agosto 1981, per un percorso totale di 230 km. La vittoria fu appannaggio dello spagnolo Marino Lejarreta, che completò il percorso in 6h09'24", precedendo il britannico Graham Jones ed il connazionale Faustino Rupérez. 
I corridori che partirono da San Sebastián furono 67, mentre coloro che tagliarono il medesimo traguardo furono 30.

## Ordine d'arrivo (Top 10)
| Pos. | Corridore                | Squadra    | Tempo    |
| ---- | ------------------------ | ---------- | -------- |
| 1    | Marino Lejarreta         | Teka       | 6h09'24" |
| 2    | Graham Jones             | Peugeot    | a 2'16"  |
| 3    | Faustino Rupérez         | Zor-Helios | s.t.     |
| 4    | Ismael Lejarreta         | Teka       | s.t.     |
| 5    | Bernardo Alfonsel        | Teka       | s.t.     |
| 6    | Alberto Fernández Blanco | Teka       | s.t.     |
| 7    | Juan Fernández Martín    | Kelme      | a 3'50"  |
| 8    | Felipe Yáñez             | Teka       | s.t.     |
| 9    | Guillermo de la Peña     | Zor-Helios | a 4'23"  |
| 10   | Jesús Suárez             | Kelme      | a 5'04"  |